# (25251) 1998 UL25
A (25251) 1998 UL25 a Naprendszer kisbolygóövében található aszteroida. Eric Walter Elst fedezte fel 1998. október 18-án.